# Synchorema tillyardi
Synchorema tillyardi là một loài Trichoptera trong họ Hydrobiosidae. Chúng phân bố ở miền Australasia.